# Musée Peynet et du dessin humoristique
 (mars 2022).
Le musée Peynet se situe sur la place nationale à Antibes, Alpes-Maritimes, il est consacré à l'œuvre de Raymond Peynet et plus largement au dessin humoristique.

## Historique
Raymond Peynet, dessinateur humoristique français, était très attaché à la Côte d’Azur. Il appréciait particulièrement Antibes où il passait ses vacances en famille. En 1976, il décide de s’y installer avec sa femme, Denise. Le couple va rapidement nouer des liens étroits avec le Sénateur-Maire, Pierre Merli, qui sera à l’initiative de la création d’un musée consacré à l’œuvre de Raymond Peynet dans les années 80.
En 1995, Peynet accepte d’ouvrir son musée à ses contemporains qui n’avaient pas encore de lieu d’exposition. Cette action permet une nouvelle attractivité pour la ville. La même année, le dessinateur Plantu inaugure, par une exposition, la nouvelle direction du musée. Après lui, d’autres artistes tels que Dubout, Chenez, Blachon et Moisan exposeront au sein du musée.
C’est en 1999, à la suite du décès de Raymond Peynet, que le musée se voit attribuer un nouveau nom plus inclusif : « Musée Peynet et du Dessin humoristique ».
Cette nouvelle orientation culturelle permet alors l’acquisition de nouvelles œuvres datant du courant du XIXe siècle à nos jours.

## Collections
Le musée Peynet renferme près de 300 œuvres offertes par Raymond Peynet à son ouverture en 1989. Ce don constitue un fonds permanent de ce lieu culturel. On y retrouve des illustrations, des affiches, des dessins de presse, des lithographies, des poupées, des porcelaines, et des bijoux. Aujourd’hui, le musée comptabilise près de 600 dessins de différents caricaturistes et de dessinateurs de presse.

## Accessibilité
Le musée est accessible aux personnes à mobilité réduite et propose des outils d'adaptation aux visiteurs déficients visuels.
Le musée est ouvert de 10h à 17h de novembre à mars puis de 10h à 12h50 et de 14h à 18h d’avril à octobre. Il est cependant fermé le 1er janvier, 1er mai, 1er novembre et 25 novembre.